# Amblyaspis fuscicornis
Amblyaspis fuscicornis är en stekelart som beskrevs av Thomson 1859. Amblyaspis fuscicornis ingår i släktet Amblyaspis och familjen gallmyggesteklar. Inga underarter finns listade i Catalogue of Life.